# Wereldkampioenschappen synchroonzwemmen 2017 – Solo technische routine
De technische routine voor solisten tijdens de wereldkampioenschappen synchroonzwemmen 2017 vond plaats op 14 en 15 juli 2017 in het Városliget in Boedapest.

## Uitslag
| Rang   | Land                    | Naam          | Voorronde | Voorronde | Finale        | Finale        |
| Rang   | Land                    | Naam          | Punten    | Rang      | Punten        | Rang          |
| ------ | ----------------------- | ------------- | --------- | --------- | ------------- | ------------- |
| Goud   | Svetlana Kolesnitsjenko | Rusland       | 94.0229   | 1         | 95.2036       | 1             |
| Zilver | Ona Carbonell           | Spanje        | 92.3893   | 2         | 93.6534       | 2             |
| Brons  | Anna Volosjyna          | Oekraïne      | 90.5617   | 4         | 91.9992       | 3             |
| 4      | Yukiko Inui             | Japan         | 90.8837   | 3         | 91.7490       | 4             |
| 5      | Jacqueline Simoneau     | Canada        | 89.2331   | 5         | 89.5000       | 5             |
| 6      | Linda Cerruti           | Italië        | 87.8975   | 6         | 88.3369       | 6             |
| 7      | Evangelia Platanioti    | Griekenland   | 86.9661   | 7         | 86.5328       | 7             |
| 8      | Vasiliki Alexandri      | Oostenrijk    | 82.7804   | 8         | 83.9967       | 8             |
| 9      | Min Hae-yon             | Noord-Korea   | 82.6416   | 9         | 83.1769       | 9             |
| 10     | Joana Jiménez           | Mexico        | 82.0066   | 10        | 82.4507       | 10            |
| 11     | Lara Mechning           | Liechtenstein | 80.3468   | 11        | 81.8521       | 11            |
| 12     | Vivienne Koch           | Zwitserland   | 80.2948   | 12        | 80.2700       | 12            |
| 13     | Szofi Kiss              | Hongarije     | 78.7579   | 13        | Uitgeschakeld | Uitgeschakeld |
| 14     | Giovana Stephan         | Brazilië      | 77.6135   | 14        | Uitgeschakeld | Uitgeschakeld |
| 15     | Nada Daabousová         | Slowakije     | 77.1854   | 15        | Uitgeschakeld | Uitgeschakeld |
| 16     | Lee Ri-young            | Zuid-Korea    | 76.9730   | 16        | Uitgeschakeld | Uitgeschakeld |
| 17     | Michelle Zimmer         | Duitsland     | 76.8697   | 17        | Uitgeschakeld | Uitgeschakeld |
| 18     | Dara Tamer              | Egypte        | 73.9650   | 18        | Uitgeschakeld | Uitgeschakeld |
| 19     | Camila Arregui          | Argentinië    | 73.7771   | 19        | Uitgeschakeld | Uitgeschakeld |
| 20     | Debbie Soh              | Singapore     | 72.9689   | 20        | Uitgeschakeld | Uitgeschakeld |
| 21     | Malin Gerdin            | Zweden        | 72.5904   | 21        | Uitgeschakeld | Uitgeschakeld |
| 22     | Isidora Letelier        | Chili         | 72.4317   | 22        | Uitgeschakeld | Uitgeschakeld |
| 23     | Kyra Hoevertsz          | Aruba         | 72.0680   | 23        | Uitgeschakeld | Uitgeschakeld |
| 24     | Gan Hua Wei             | Maleisië      | 71.3383   | 24        | Uitgeschakeld | Uitgeschakeld |
| 25     | Hristina Damyanova      | Bulgarije     | 70.3736   | 25        | Uitgeschakeld | Uitgeschakeld |
| 26     | Swietłana Szczepańska   | Polen         | 69.9209   | 26        | Uitgeschakeld | Uitgeschakeld |
| 27     | Nevena Dimitrijević     | Servië        | 69.8904   | 27        | Uitgeschakeld | Uitgeschakeld |
| 28     | Natalia Jenkins         | Costa Rica    | 67.2832   | 28        | Uitgeschakeld | Uitgeschakeld |
| 29     | Carysney García         | Cuba          | 65.4680   | 29        | Uitgeschakeld | Uitgeschakeld |
| 30     | Aleisha Braven          | Nieuw-Zeeland | 64.8782   | 30        | Uitgeschakeld | Uitgeschakeld |